# Martin Wank
Martin Wank (* 1928 in Tiefenried; † 2000 in Wildpoldsried) war ein deutscher Bildhauer und Bronzegießer.

## Leben und Werk

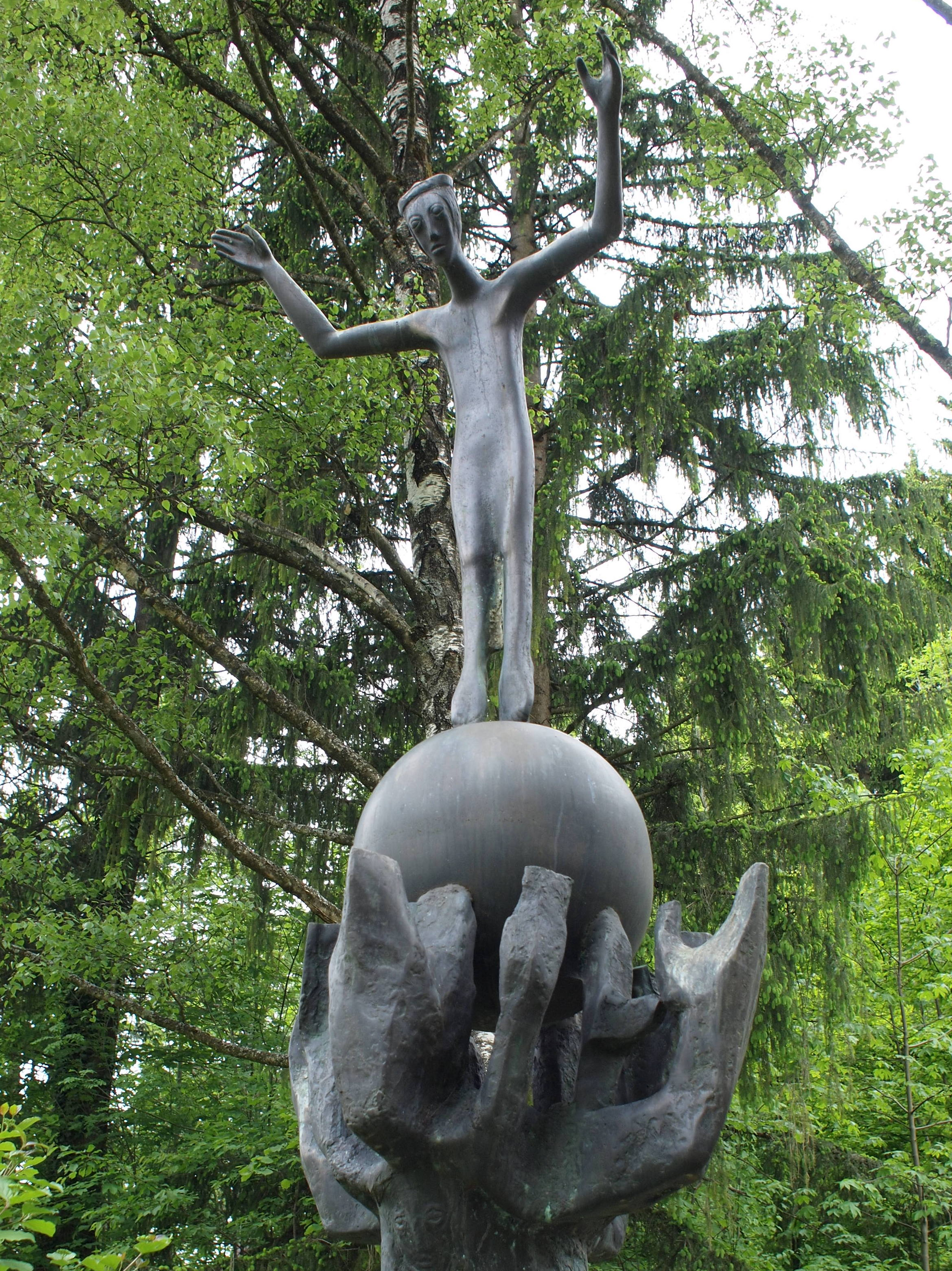
Mahnmal von Martin Wank auf dem Friedhof des Klosters Irsee

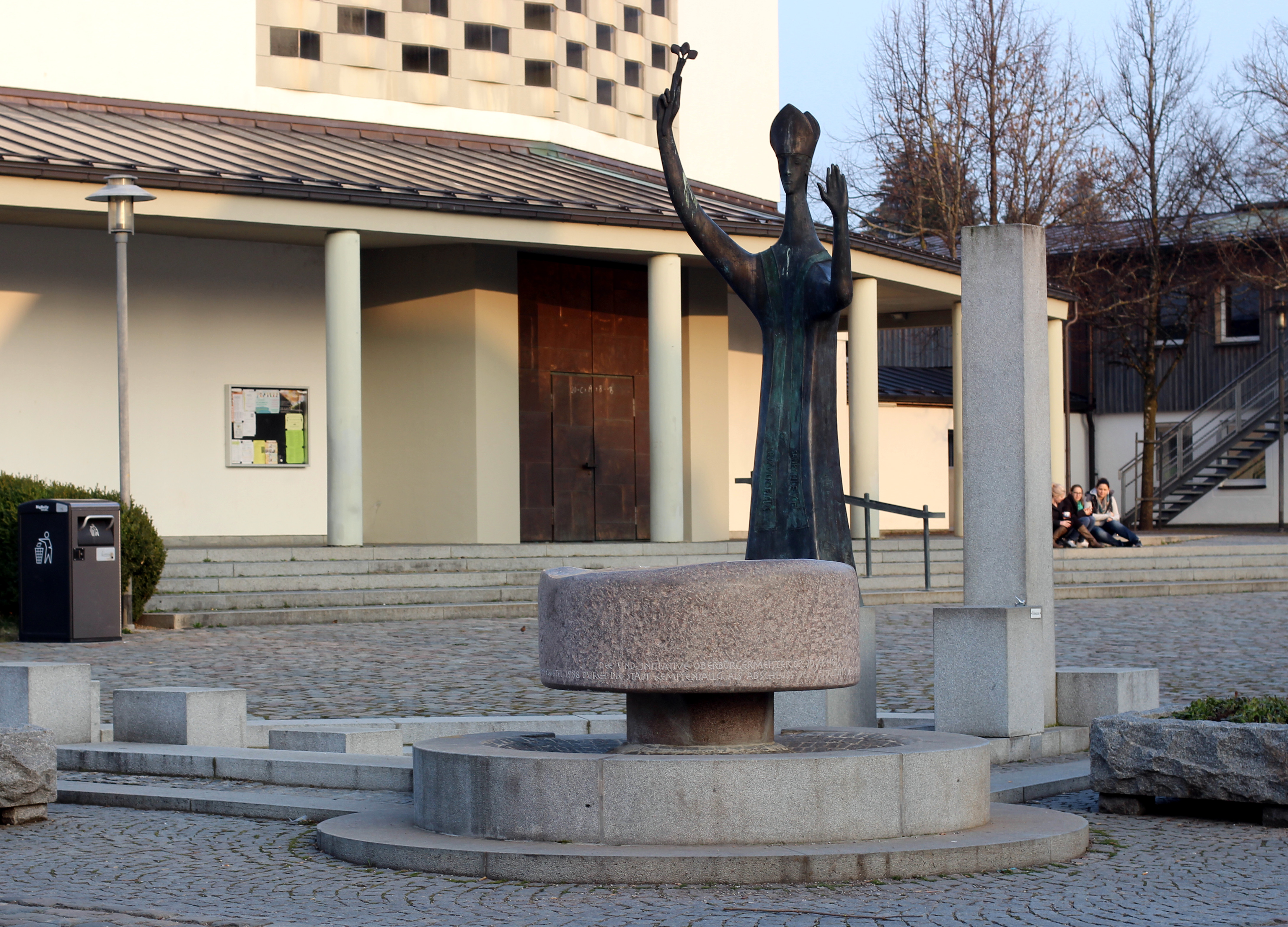
St.-Ulrichs-Brunnen in Kempten

Martin Wank wuchs im Dorf Memmenhausen im Landkreis Günzburg als zweites Kind des Käsermeisters Josef Wank und dessen Ehefrau Magdalena geb. Fröhlich auf. Zunächst arbeitete er künstlerisch mit der Holzschnitt-Technik, wechselte jedoch im Alter von 16 Jahren zur Bildhauerei. In München begann er ein entsprechendes Studium bei Professor Stadler an der Akademie der Bildenden Künste, musste dieses jedoch aus gesundheitlichen Gründen nach zwei Jahren abbrechen.
Martin Wank wurde Lehrer und übernahm die Leitung der Volksschule in Oberthingau. Zeitlebens blieb er jedoch von der Kunst begeistert. Anfangs fertigte er noch Holzschnitzereien und Arbeiten aus Terrakotta an, sein bevorzugtes Arbeitsmaterial wurde jedoch bald die Bronze. Im nahe gelegenen Ort Osterberg hatte er eine Werkstatt, wo er in der eigenen Gießerei seine Bronzearbeiten selbst goss.
Martin Wank war einer der wenigen Künstler, die mehrfach mit dem Kunstpreis der Stadt Kempten ausgezeichnet wurden. Seine Arbeiten erlangten überregionale Bekanntheit und sind in vielen Städten in Süddeutschland zu finden. Seine im Außenbereich aufgestellten Großplastiken, Tier- und Menschfiguren, fordern den Betrachter oft zum Befühlen auf, was vom Künstler durchaus so beabsichtigt war. Wank entwarf und fertigte auch Brunnen und Mahnmale für den öffentlichen Raum.

Im Jahr 1963 nahm Wank als Mitglied der Künstlervereinigung Neue Gruppe an der Grossen Kunstausstellung München teil.
Eines seiner bekanntesten Werke ist das Mahnmal „Laß mich Deine Leiden singen“ für die 2.000 Euthanasie-Opfer der NS-Krankenmorde in der Heil- und Pflegeanstalt Kaufbeuren-Irsee, das er im Auftrag des Bezirks Schwaben entwarf und in Bronze ausführte. Es wurde im ehemaligen Anstaltsfriedhof beim Kloster Irsee aufgestellt und am 22. November 1981 feierlich eingeweiht.

### Persönliches
Martin Wank war zweimal verheiratet und hatte drei Kinder aus erster Ehe; sein Sohn ist der Bildhauer und Bronzegießer Bruno Wank.
Martin Wank lebte zuletzt in Wildpoldsried, wo er im Jahr 2000 verstarb.

## Werke (Auswahl)
- Mahnmal für die Euthanasie-Opfer der NS-Zeit, Friedhof Kloster Irsee
- Die Heilige Elisabeth (seine erste Großplastik)
- Die schwangere Auster (1975), ungefähr 20 Zentner schwere Bronzeplastik, ursprünglich für eine Brunnenanlage in der Fußgängerzone, jetzt: Bauhof Kempten[4]
- Der Auferstandene, Bronze, Großplastik, 2,20 m hoch, Friedhof Derching[1]
- Kerzenbaum und Auferstehungsengel, Auferstehungskirche, Scheidegg
- Kraniche (1990), beim Feuerwehrhaus, Wildpoldsried
- St.-Ulrichs-Brunnen, Kempten vor der Kirche St. Ulrich
- Liegender Frauenakt mit angewinkelten Knien, Bronze, 47 × 117 cm[5]
- Lebensbrunnen, Kurfürstenstraße, Marktoberdorf[1]

## Auszeichnungen (Auswahl)
- 1960, 1978: Kunstpreis der Stadt Kempten (Allgäu)

## Ausstellungen (Auswahl)
- 1963 Grosse Kunstausstellung München, Haus der Kunst
- 2005 Sonderausstellung im Heimatmuseum Obergünzburg[6]